# Zdounky
Zdounky (en allemand : Zdounek) est une commune du district de Kroměříž, dans la région de Zlín, en République tchèque. Sa population s'élevait à 2 077 habitants en 2025.

## Géographie
Zdounky se trouve à 10 km au sud-ouest de Kroměříž, à 52 km à l'est de Brno et à 229 km au sud-est de Prague.
La commune est limitée par Rataje et Šelešovice au nord, par Soběsuky et Kostelany à l'est, par Roštín au sud, par Cetechovice et Honětice au sud-ouest, par Troubky-Zdislavice et par Zborovice à l'ouest.

## Histoire
La première mention écrite de la localité date de 1298.

## Administration
La commune se compose de six sections :
- Cvrčovice
- Divoky
- Lebedov
- Nětčice
- Těšánky
- Zdounky

## Transports
Par la route, Zdounky se trouve à 11 km de Kroměříž, à 37 km de Zlín, à 63 km de Brno et à 270 km de Prague.